# سديم الفقاعة

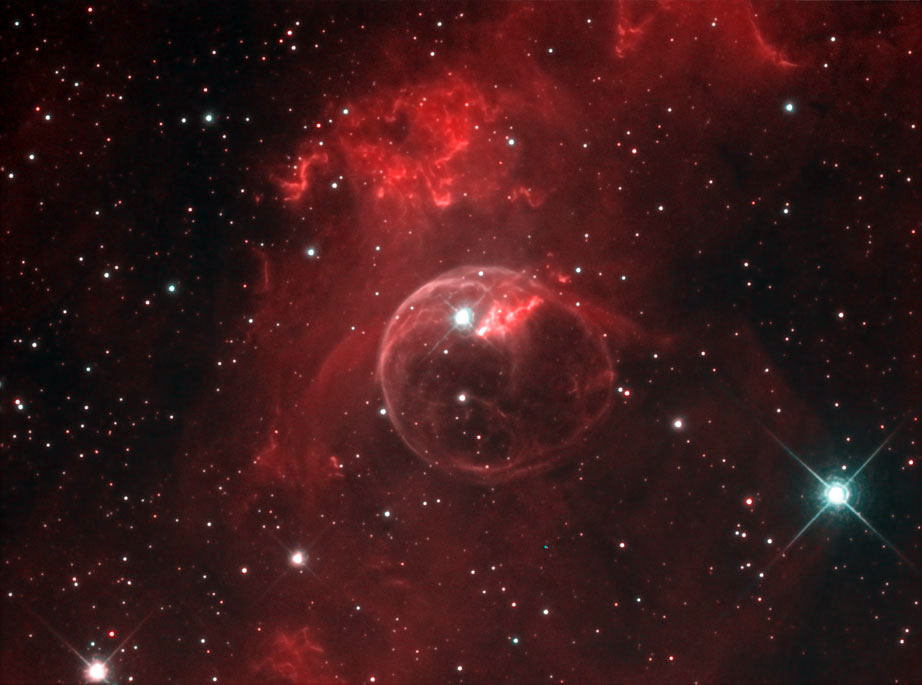
سديم الفقاعة (إن جي سي 7635)

سديم الفقاعة (بالإنجليزية: Bubble Nebula)‏ و يعرف أيضا باسم إن جي سي 7635 طبقا للفهرس العام الجديد ؛ أو ك11  حسب كتالوج كالدويل هو عبارة عن رياح من الغاز والغبار أو ما يعرف ب سديم كوكبي تقذفها النجوم المركزية الضخمه ثم تتأين من الطاقة العاليه لضوء النجم الذي انبعثت منه تشبه إلى حد ما ضباب أو غيمه من السديم الكوكبي وهي مضاءة بطريقة كافيه فيمكن رؤيتها  بواسطة  تلسكوب بصري صغير بالاضافه إلى التقاط الصور لها باستخدام أحدث التقنيات 

يقع سديم الفقاعة ضمن كوكبة ذات الكرسي ويبعد بمسافة تقدر بحوالي 10,000 سنة ضوئية عن الأرض، اكتشفه ويليام هيرشل عام 1787.
يعتمد لون السديم على مكوناته الكيميائيه ودرجة تأينها، معظم السدم الكوكبي يتكون من 90% من الهيدورجين، وذلك بسبب انتشاره بين النجوم ولأن طاقة تأينه منخفضه نسبياً، لذلك أكثر السدم شيوعا تظهر باللون الأحمر. لكن إذا توافرت عناصر أخرى مثل الهيليوم، أو الاكسجين أو النتروجين ستظهر السدم بألوان أخرى مثل الأخضر والأزرق أو الأصفر حيث أن تلك الألوان تعتمد على الطاقة الممتصة من تلك الغازات ، فهي عناصر مختلفه و تتأين بطاقات مختلفة.
الفقاعة ناتجة عن ريح نجمي منبعث من نجم مركزي شاب وحار (BD+60 2522) ذو كتلة هائلة تقدر بنحو 15 مرة الكتلة الشمسية، مما يؤدي لإثارة السحابة الغازية السابح فيها فتظهر محمرة. يبلغ قطر سديم الفقاعة حوالي 5 سنوات ضوئية ويقع السديم بالقرب من العنقود النجمي المفتوح مسييه 52.
تعتبر سديم الفقاعة إحدى السدم الكوكبية أي ان هناك العديد منها
1. سديم الحلقة
2. سديم عين القط
3. سديم البومه
4. سديم زحل

## اقرأ أيضا
مسييه 52

## وصلات خارجية
- SIMBAD (23 فبراير 2007)، Results for NGC 7635، SIMBAD, Centre de Données Astronomiques de Strasbourg، مؤرشف من الأصل في 2019-12-08
- NGC7635 The Bubble Nebula
- سديم الفقاعة على موقع ويكي سكاي: DSS2, SDSS, GALEX, IRAS, Hydrogen α, X-Ray, Astrophoto, Sky Map, Articles and images

## اقرأ أيضا
- سديم زحل